# Middelburg (Alkmaar)

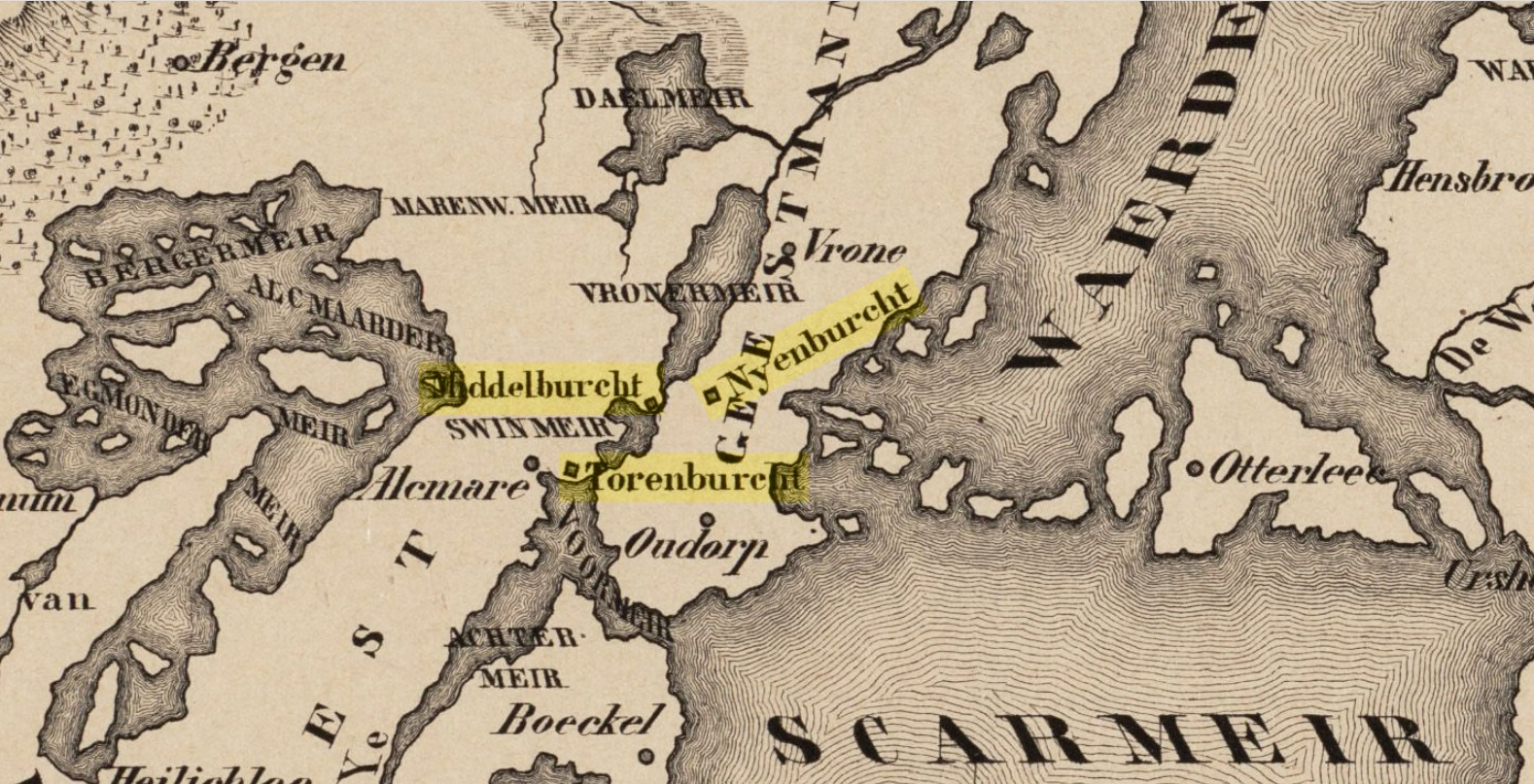
De burchten Torenburg, Middelburg en Nieuwburg nabij Alkmaar in 13e eeuw op een kaart uit 1865.

Middelburg (Middelnederlands voor middelste versterking / burcht) is een voormalige burcht in de Noord-Hollandse plaats Oudorp (ten noorden van Alkmaar). Van de burcht resteren alleen de funderingen en slotgracht. De locatie van de burcht is beschermd als rijksmonument.
De archeologische vindplaats ligt aan de Munnikenweg, een dijk die door Floris V is aangelegd als uitvalsweg in zijn offensief tegen de West-Friezen. De burcht maakte deel uit van een beschermingsplan van Floris V. De naam Middelburg is mogelijk afgeleid van de ligging tussen twee andere versterkte woningen in: Nieuwburg (Nijeburg), bij de Vroner Geest, en Torenburg in Alkmaar. De andere burchten die bij dit plan werden gebouwd zijn het Kasteel Wijdenes, Kasteel Radboud te Medemblik en de Nuwendoorn, bij de monding van de Rekere.

## Geschiedenis
De burcht werd omstreeks 1285 gebouwd in de vorm van een donjon. De Nieuwburg werd op een boogscheut afstand gebouwd. De fundering is vermoedelijk snel opgetrokken, want deze was rommelig. De muren zijn opgetrokken van kloostermoppen van 30 x 15 x 7-8 cm. Aan de zuidwestzijde was mogelijk een toren. Aan de zuidoostzijde bevond zich de ingang. In de donjon bevond zich een binnenplaats. De muren van de donjon waren ongeveer 2 meter dik. De buitenmaten waren 9 bij 12 meter. Om het geheel lagen twee singelgrachten.
Gedurende het bestaan van de burcht werd deze tijdens de Fries-Hollandse oorlogen door Grote Pier geplunderd. Na de verwoesting in 1517 werd de burcht volledig gesloopt. De stenen werden in 1537 hergebruikt voor onder andere nieuwe gebouwen van de stad Alkmaar en voor de stadsmuur.

## Beschermd monument
Het terrein waar de burcht stond is beschermd als rijksmonument. Volgens de redengevende omschrijving vallen alleen de slotgracht en het terrein waar ooit de hoofdburcht (een grote donjon) stond onder de bescherming.

## Archeologie
Het terrein is in 1942 onder leiding van J.G.N. Renaud archeologisch onderzocht en weer toegedekt. De contouren van het terrein zijn nog wel zichtbaar. De singelgracht is deels weer hersteld. In 2018 is geofysisch onderzoek uitgevoerd dat veel nieuwe informatie opleverde.
Bij opgravingen in 2019 zijn naast de burcht ook restanten ontdekt van een barbacane, een verstevigde voorpoort, de eerste waarvan het bestaan bij een kasteel in Nederland bekend werd. Ook zijn er aanwijzingen van een vroegere haven. Rond het burchtterrein zijn ook restanten van een 'kasteeldorp' ontdekt.